# Leopold Joseph Baer
Leopold Joseph Baer (* 23. Oktober 1805 in Bockenheim bei Frankfurt am Main; † 31. Dezember 1861 in Frankfurt am Main) war ein deutscher Antiquar und Buchhändler. Er baute das nachmalige Antiquariat Joseph Baer & Co. in Frankfurt zu einem der bedeutendsten Antiquariate in Deutschland und Europa aus.

## Leben
Leopold Joseph, Sohn des Antiquars Joseph Baer (1767–1851), besuchte als einer der ersten Juden ab 1815 das Städtische Gymnasium in Frankfurt am Main und trat 1820 in das Antiquariat seines Vaters ein. 1824 übergab dieser das Geschäft an seine Söhne Bernhard Joseph (1799–1864), der Prokurist wurde, Leopold Joseph und Hermann Joseph (1811–1881). Am 23. April 1834 ließ Bernhard Joseph Baer, der nun Frankfurter Bürger war, das Unternehmen als Joseph Baer – Handlung und Spedition, verbunden mit antiquarischem Bücherlager offiziell eintragen, ab 1836 firmierte es als Joseph Baer, Antiquariat, Buch- und Kunsthandlung, in der seine Brüder Prokuristen wurden. Während sein Bruder Hermann Joseph auf Reisen unter anderem nach England, Frankreich, Italien und Holland Bücher erwarb, führte Leopold Joseph die Geschäfte in Frankfurt. 1841 schieden Bernhard Joseph und Hermann Joseph Baer aus der Firma aus und Leopold Joseph übernahm die Geschäftsführung der Firma und baute sie weiter aus. 1847 trat Hermann Joseph erneut in die Geschäftsleitung ein.
Das Antiquariat zählte mit seinem umfangreichen Buchbestand von über 200.000 Bänden um 1848 unter anderen Jacob Grimm, Arthur Schopenhauer und Otto von Bismarck zu seinen Kunden. 1850 verlegte Baer das Geschäft sowie den inzwischen angeschlossenen wissenschaftlichen Verlag aus der Steingasse in der östlichen Altstadt an den Roßmarkt. 1853 wurde die Firma vom russischen Zaren zum „Hauptkommissionär der Kaiserlichen Öffentlichen Bibliotheken zu Moskau und St. Petersburg etc.“ ernannt. Er hatte auch wesentlichen Anteil an der Ausstattung öffentlicher Bibliotheken in Deutschland.
Verheiratet war er seit 1841 mit Helena, geb. Töplitz (* 1. Oktober 1806). Die Tochter Hanna (1844–1890) heiratete 1857 den Fabrikanten Jacob Hermann Epstein (1838–1919), die Tochter Bertha (* 16. Juli 1848) heiratete den Münzhändler Adolph E. Cahn (1839–1918).
Nach seinem Tod 1861 führte seine Witwe mit seinem Bruder Hermann das Geschäft, bis sein Sohn Simon Leopold (1845–1919) es 1870 übernahm.